# Târgu Frumos
Târgu Frumos je rumunské město v župě Jasy. Žije zde přibližně 9 600 obyvatel. 